# Sorthvid hejre
Sorthvid hejre (latin: Ardea picata eller Egretta picata) er en hejre, der lever omkring Arafurahavet fra Ny Guinea til Indonesien og det nordlige Australien.